# إمبريال فيلدز
إمبريال فيلدز (بالإنجليزية: Imperial Fields) هو ملعب كرة قدم في لندن الكبرى بإنجلترا. اُفتُتح عام 2002 ، يتسع الملعب إلى 3,500 متفرج.